# Serie A 2023–24
Serie A 2023–24 (được gọi là Serie A TIM vì lý do tài trợ) là mùa giải thứ 122 của hạng đấu cao nhất bóng đá Ý, lần thứ 92 theo thể thức thi đấu vòng tròn tính điểm và là lần thứ 14 kể từ khi giải được tổ chức dưới một ủy ban giải đấu riêng, Lega Serie A.
Napoli là nhà vô địch mùa giải trước. Ngày 22/4/2024 ở trận đấu cuối cùng vòng 33 Serie A, Inter Milan đánh bại AC Milan 2-1 trên sân San Siro để lần thứ 20 đoạt Scudetto. Do đó Inter đã giành được quyền thêm ngôi sao vàng thứ hai vào logo của mình.

## Các đội bóng
| Thăng hạng từ Serie B 2022–23 | Xuống hạng từ Serie A 2022–23 |
| ----------------------------- | ----------------------------- |
| Frosinone Genoa Cagliari      | Sampdoria Cremonese Spezia    |

Spezia, Cremonese và Sampdoria lần lượt xuống hạng sau 3, 1 và 11 năm chơi ở Serie A. Họ bị thay thế bởi Frosinone, Genoa và Cagliari. Frosinone trở lại Serie A sau 4 năm vắng bóng, trong khi Genoa và Cagliari đều trở lại sau 1 năm vắng bóng.

### Sân vận động và địa điểm
| Đội           | Vị trí    | Sân vận động                | Sức chứa |
| ------------- | --------- | --------------------------- | -------- |
| Atalanta      | Bergamo   | Atleti Azzurri d'Italia     | 15.222   |
| Bologna       | Bologna   | Renato Dall'Ara             | 36.532   |
| Cagliari      | Cagliari  | Sardegna Arena              | 16.412   |
| Empoli        | Empoli    | Carlo Castellani            | 16.167   |
| Fiorentina    | Florence  | Artemio Franchi             | 43.118   |
| Frosinone     | Frosinone | Benito Stirpe               | 16.227   |
| Genoa         | Genoa     | Luigi Ferraris              | 33.205   |
| Hellas Verona | Verona    | Marcantonio Bentegodi       | 31.713   |
| Inter Milan   | Milan     | San Siro                    | 75.710   |
| Juventus      | Turin     | Juventus                    | 41.507   |
| Lazio         | Rome      | Olimpico                    | 67.585   |
| Lecce         | Lecce     | Via del Mare                | 30.354   |
| AC Milan      | Milan     | San Siro                    | 75.710   |
| Monza         | Monza     | Brianteo                    | 15.039   |
| Napoli        | Naples    | Diego Armando Maradona      | 54.732   |
| Roma          | Rome      | Olimpico                    | 67.585   |
| Salernitana   | Salerno   | Arechi                      | 29.739   |
| Sassuolo      | Sassuolo  | Mapei – Città del Tricolore | 21.515   |
| Torino        | Turin     | Olimpico Grande Torino      | 28.177   |
| Udinese       | Udine     | Friuli                      | 25.132   |

### Số đội theo vùng
| Số đội | Vùng                  | Đội                                |
| ------ | --------------------- | ---------------------------------- |
| 4      | Lombardy              | Atalanta, Inter, AC Milan và Monza |
| 3      | Lazio                 | Frosinone, Lazio và Roma           |
| 2      | Campania              | Napoli và Salernitana              |
| 2      | Emilia-Romagna        | Bologna và Sassuolo                |
| 2      | Piedmont              | Juventus và Torino                 |
| 2      | Tuscany               | Empoli và Fiorentina               |
| 1      | Apulia                | Lecce                              |
| 1      | Friuli-Venezia Giulia | Udinese                            |
| 1      | Liguria               | Genoa                              |
| 1      | Sardinia              | Cagliari                           |
| 1      | Veneto                | Verona                             |

### Nhân sự và trang phục
| Đội           | Chủ tịch                | Huấn luyện viên          | Đội trưởng          | Nhà sản xuất trang phục | Nhà tài trợ áo đấu (trên ngực)                               | Nhà tài trợ áo đấu (lưng)               | Nhà tài trợ áo đấu (tay áo)                |
| ------------- | ----------------------- | ------------------------ | ------------------- | ----------------------- | ------------------------------------------------------------ | --------------------------------------- | ------------------------------------------ |
| Atalanta      | Antonio Percassi        | Gian Piero Gasperini     | Rafael Tolói        | Joma                    | Radici Group                                                 | Gewiss                                  | Radici Group (trong các trận đấu của UEFA) |
| Bologna       | Joey Saputo             | Thiago Motta             | Lewis Ferguson      | Macron                  | Saputo Inc.                                                  | Selenella                               | Lavoropiù                                  |
| Cagliari      | Tommaso Giulini         | Claudio Ranieri          | Leonardo Pavoletti  | EYE Sport               | Sardegna Artigianato, Moby Lines                             | Ichnusa                                 | Sữa Arborea                                |
| Empoli        | Fabrizio Corsi          | Davide Nicola            | Sebastiano Luperto  | Kappa                   | Computer Gross, Saint-Gobain                                 | Pediatrica                              | Sammontana                                 |
| Fiorentina    | Rocco Commisso          | Vincenzo Italiano        | Cristiano Biraghi   | Kappa                   | Mediacom                                                     | Holding Lamioni                         | Không có                                   |
| Frosinone     | Maurizio Stirpe         | Eusebio Di Francesco     | Luca Mazzitelli     | Zeus                    | MeglioBanca, Acqua Fiuggi                                    | Supermercati Dem                        | Orsolini Amedeo                            |
| Genoa         | Alberto Zangrillo       | Alberto Gilardino        | Milan Badelj        | Kappa                   | Pulsee Luce e Gas, MSC Cruises                               | LeasePlan (H)/ALD Automotive/Ayvens (A) | Radio 105                                  |
| Hellas Verona | Maurizio Setti          | Marco Baroni             | Darko Lazović       | Joma                    | Sinergy Luce e Gas, Conforama                                | VetroCar                                | Drivalia                                   |
| Inter Milan   | Trương Khang Dương      | Simone Inzaghi           | Lautaro Martínez    | Nike                    | Paramount Global                                             | U-Power                                 | eBay                                       |
| Juventus      | Gianluca Ferrero        | Paolo Montero (tạm thời) | Danilo              | Adidas                  | Jeep                                                         | Cygames                                 | zondacrypto                                |
| Lazio         | Claudio Lotito          | Igor Tudor               | Ciro Immobile       | Mizuno                  | Clinica Paideia                                              | Không có                                | AeroItalia                                 |
| Lecce         | Saverio Sticchi Damiani | Luca Gotti               | Alexis Blin         | M908                    | DEGHI, BetItaly Pay                                          | DR Automobiles                          | Banca Popolare Pugliese                    |
| AC Milan      | Paolo Scaroni           | Stefano Pioli            | Davide Calabria     | Puma                    | Emirates                                                     | wefox                                   | MSC Cruises                                |
| Monza         | Paolo Berlusconi        | Raffaele Palladino       | Matteo Pessina      | Lotto                   | Motorola, U-Power                                            | Pulsee Luce e Gas                       | Dell'Orto                                  |
| Napoli        | Aurelio De Laurentiis   | Francesco Calzona        | Giovanni Di Lorenzo | EA7                     | MSC Cruises                                                  | Upbit                                   | eBay                                       |
| Roma          | Dan Friedkin            | Daniele De Rossi         | Lorenzo Pellegrini  | Adidas                  | Riyadh Season                                                | Auberge Resorts                         | Không có                                   |
| Salernitana   | Danilo Iervolino        | Stefano Colantuono       | Federico Fazio      | Zeus                    | Civitus Assicurazioni/Dianflex/Forbes (đấu cúp), Vincitunews | eCampus Università                      | Dianflex/Forbes                            |
| Sassuolo      | Carlo Rossi             | Davide Ballardini        | Gian Marco Ferrari  | Puma                    | Mapei                                                        | Không có                                | Không có                                   |
| Torino        | Urbano Cairo            | Ivan Jurić               | Ricardo Rodriguez   | Joma                    | Suzuki, Fratelli Beretta                                     | EdiliziAcrobatica                       | JD Sports                                  |
| Udinese       | Franco Soldati          | Fabio Cannavaro          | Roberto Pereyra     | Macron                  | Io sono Friuli Venezia Giulia, Prestipay                     | Bluenergy                               | Prosciutto di San Daniele                  |

### Thay đổi huấn luyện viên
| Câu lạc bộ    | HLV ra đi             | Lý do                | Ngày ra đi | Thời điểm mùa giải | Được thay bởi                    | Ngày ký    |
| ------------- | --------------------- | -------------------- | ---------- | ------------------ | -------------------------------- | ---------- |
| Napoli        | Luciano Spalletti     | Từ chức              | 1/7/2023   | Trước mùa giải     | Rudi Garcia                      | 1/7/2023   |
| Frosinone     | Fabio Grosso          | Kết thúc hợp đồng    | 1/7/2023   | Trước mùa giải     | Eusebio Di Francesco             | 1/7/2023   |
| Lecce         | Marco Baroni          | Kết thúc hợp đồng    | 1/7/2023   | Trước mùa giải     | Roberto D'Aversa                 | 1/7/2023   |
| Hellas Verona | Marco Zaffaroni       | Kết thúc hợp đồng    | 1/7/2023   | Trước mùa giải     | Marco Baroni                     | 1/7/2023   |
| Empoli        | Paolo Zanetti         | Sa thải              | 19/9/2023  | thứ 20             | Aurelio Andreazzoli              | 19/9/2023  |
| Salernitana   | Paulo Sousa           | Sa thải              | 10/10/2023 | thứ 19             | Filippo Inzaghi                  | 10/10/2023 |
| Udinese       | Andrea Sottil         | Sa thải              | 24/10/2023 | thứ 18             | Gabriele Cioffi                  | 25/10/2023 |
| Napoli        | Rudi Garcia           | Sa thải              | 14/11/2023 | thứ 4              | Walter Mazzarri                  | 14/11/2023 |
| Empoli        | Aurelio Andreazzoli   | Sa thải              | 15/1/2024  | thứ 19             | Davide Nicola                    | 15/1/2024  |
| AS Roma       | José Mourinho         | Sa thải              | 16/1/2024  | thứ 9              | Daniele De Rossi                 | 16/1/2024  |
| Salernitana   | Filippo Inzaghi       | Sa thải              | 11/2/2024  | thứ 20             | Fabio Liverani                   | 11/2/2024  |
| Napoli        | Walter Mazzarri       | Sa thải              | 19/2/2024  | thứ 9              | Francesco Calzona                | 19/2/2024  |
| Sassuolo      | Alessio Dionisi       | Sa thải              | 25/2/2024  | thứ 18             | Emiliano Bigica (tạm thời)       | 25/2/2024  |
| Sassuolo      | Emiliano Bigica       | Hết quản lý tạm thời | 1/3/2024   | thứ 18             | Davide Ballardini                | 1/3/2024   |
| Lecce         | Roberto D'Aversa      | Sa thải              | 11/3/2024  | thứ 15             | Luca Gotti                       | 12/3/2024  |
| Lazio         | Maurizio Sarri        | Từ chức              | 12/3/2024  | thứ 9              | Giovanni Martusciello (tạm thời) | 13/3/2024  |
| Lazio         | Giovanni Martusciello | Hết quản lý tạm thời | 18/3/2024  | thứ 9              | Igor Tudor                       | 18/3/2024  |
| Salernitana   | Fabio Liverani        | Sa thải              | 19/3/2024  | thứ 20             | Stefano Colantuono               | 19/3/2024  |
| Udinese       | Gabriele Cioffi       | Sa thải              | 22/4/2024  | thứ 17             | Fabio Cannavaro                  | 22/4/2024  |
| Juventus      | Massimiliano Allegri  | Sa thải              | 17/5/2024  | thứ 4              | Paolo Montero (tạm thời)         | 18/5/2024  |

## Bảng xếp hạng

### Bảng xếp hạng
| VT | Đội             | ST | T  | H  | B  | BT | BB | HS  | Đ  | Giành quyền tham dự hoặc xuống hạng     |
| -- | --------------- | -- | -- | -- | -- | -- | -- | --- | -- | --------------------------------------- |
| 1  | Inter Milan (C) | 38 | 29 | 7  | 2  | 89 | 22 | +67 | 94 | Tham dự vòng đấu hạng Champions League  |
| 2  | AC Milan        | 38 | 22 | 9  | 7  | 76 | 49 | +27 | 75 | Tham dự vòng đấu hạng Champions League  |
| 3  | Juventus (W)    | 38 | 19 | 14 | 5  | 54 | 31 | +23 | 71 | Tham dự vòng đấu hạng Champions League  |
| 4  | Atalanta        | 38 | 21 | 6  | 11 | 72 | 42 | +30 | 69 | Tham dự vòng đấu hạng Champions League  |
| 5  | Bologna         | 38 | 18 | 14 | 6  | 54 | 32 | +22 | 68 | Tham dự vòng đấu hạng Champions League  |
| 6  | AS Roma         | 38 | 18 | 9  | 11 | 65 | 46 | +19 | 63 | Tham dự vòng đấu hạng Europa League     |
| 7  | Lazio           | 38 | 18 | 7  | 13 | 49 | 39 | +10 | 61 | Tham dự vòng đấu hạng Europa League     |
| 8  | Fiorentina      | 38 | 17 | 9  | 12 | 61 | 46 | +15 | 60 | Tham dự vòng play-off Conference League |
| 9  | Torino          | 38 | 13 | 14 | 11 | 36 | 36 | 0   | 53 |                                         |
| 10 | Napoli          | 38 | 13 | 14 | 11 | 55 | 48 | +7  | 53 |                                         |
| 11 | Genoa           | 38 | 12 | 13 | 13 | 45 | 45 | 0   | 49 |                                         |
| 12 | Monza           | 38 | 11 | 12 | 15 | 39 | 51 | −12 | 45 |                                         |
| 13 | Hellas Verona   | 38 | 9  | 11 | 18 | 38 | 51 | −13 | 38 |                                         |
| 14 | Lecce           | 38 | 8  | 14 | 16 | 32 | 54 | −22 | 38 |                                         |
| 15 | Udinese         | 38 | 6  | 19 | 13 | 37 | 53 | −16 | 37 |                                         |
| 16 | Cagliari        | 38 | 8  | 12 | 18 | 42 | 68 | −26 | 36 |                                         |
| 17 | Empoli          | 38 | 9  | 9  | 20 | 29 | 54 | −25 | 36 |                                         |
| 18 | Frosinone (R)   | 38 | 8  | 11 | 19 | 44 | 69 | −25 | 35 | Xuống hạng Serie B                      |
| 19 | Sassuolo (R)    | 38 | 7  | 9  | 22 | 43 | 75 | −32 | 30 | Xuống hạng Serie B                      |
| 20 | Salernitana (R) | 38 | 2  | 11 | 25 | 32 | 81 | −49 | 17 | Xuống hạng Serie B                      |

1. ↑  Serie A giành thêm một suất dự Champions League do Ý kết thúc với tư cách là một trong hai hiệp hội có hệ số điểm cao nhất ở mùa giải 2023–24.
2. ↑  Đội vô địch Coppa Italia 2023–24 có quyền tham dự vòng đấu hạng Europa League. Vì Juventus, vô địch Cúp bóng đá Ý, đã đủ điều kiện tham dự Champions League nên suất tham dự Europa League này sẽ được chuyển cho đội xếp thứ bảy, và suất tham dự Conference League sẽ được chuyển cho đội xếp thứ tám.
3. 1 2  Điểm đối đầu: Torino 3–0 Napoli, Napoli 1–1 Torino.
4. 1 2  Điểm đối đầu: Hellas Verona 2–2 Lecce, Lecce 0–1 Hellas Verona.
5. 1 2  Điểm đối đầu: Cagliari 0–0 Empoli, Empoli 0–1 Cagliari.

### Vị trí theo vòng
Bảng liệt kê vị trí của các đội trên bảng xếp hạng sau mỗi tuần thi đấu. Để duy trì các diễn biến theo trình tự thời gian, bất kỳ trận đấu bù nào sẽ không được tính vào vòng mà chúng đã được lên lịch ban đầu mà được tính thêm vào vòng đấu diễn ra ngay sau đó.
| Đội ╲ Vòng  | 1        | 2  | 3  | 4  | 5  | 6  | 7  | 8  | 9  | 10 | 11 | 12 | 13 | 14 | 15 | 16 | 17 | 18 | 19 | 20 | 21 | 22 | 23 | 24 | 25 | 26 | 27 | 28 | 29 | 30 | 31 | 32 | 33 | 34 | 35 | 36 | 37 | 38 |   |
| ----------- | -------- | -- | -- | -- | -- | -- | -- | -- | -- | -- | -- | -- | -- | -- | -- | -- | -- | -- | -- | -- | -- | -- | -- | -- | -- | -- | -- | -- | -- | -- | -- | -- | -- | -- | -- | -- | -- | -- | - |
| Đội ╲ Vòng  | Atalanta | 5  | 8  | 5  | 10 | 6  | 4  | 6  | 6  | 6  | 4  | 5  | 5  | 7  | 8  | 8  | 7  | 8  | 6  | 6  | 5  | 5  | 4  | 4  | 4  | 4  | 5  | 6  | 6  | 6  | 6  | 6  | 6  | 6  | 6  | 5  | 5  | 5  | 4 |
| Bologna     | 17       | 14 | 9  | 11 | 11 | 13 | 8  | 11 | 8  | 8  | 6  | 8  | 6  | 7  | 5  | 4  | 4  | 5  | 5  | 7  | 7  | 8  | 6  | 5  | 5  | 4  | 4  | 4  | 4  | 4  | 4  | 4  | 4  | 4  | 4  | 3  | 3  | 5  |   |
| Cagliari    | 11       | 16 | 19 | 18 | 19 | 20 | 20 | 20 | 20 | 19 | 17 | 18 | 17 | 19 | 16 | 16 | 18 | 18 | 17 | 17 | 17 | 18 | 18 | 19 | 19 | 19 | 18 | 15 | 16 | 16 | 13 | 14 | 14 | 14 | 15 | 16 | 15 | 16 |   |
| Empoli      | 14       | 19 | 20 | 20 | 20 | 19 | 19 | 18 | 17 | 18 | 19 | 17 | 18 | 17 | 18 | 18 | 19 | 19 | 19 | 19 | 19 | 19 | 19 | 16 | 16 | 13 | 14 | 17 | 17 | 18 | 16 | 16 | 16 | 17 | 17 | 18 | 18 | 17 |   |
| Fiorentina  | 1        | 5  | 8  | 8  | 5  | 7  | 5  | 4  | 5  | 6  | 8  | 6  | 8  | 6  | 7  | 6  | 5  | 4  | 4  | 4  | 4  | 6  | 8  | 7  | 7  | 7  | 8  | 8  | 8  | 10 | 10 | 10 | 9  | 8  | 9  | 8  | 8  | 8  |   |
| Frosinone   | 15       | 10 | 10 | 6  | 8  | 8  | 9  | 8  | 12 | 12 | 11 | 12 | 10 | 12 | 12 | 13 | 14 | 14 | 15 | 15 | 13 | 13 | 14 | 14 | 15 | 16 | 16 | 18 | 18 | 17 | 18 | 18 | 18 | 16 | 16 | 17 | 16 | 18 |   |
| Genoa       | 19       | 11 | 15 | 13 | 16 | 11 | 14 | 15 | 15 | 14 | 14 | 13 | 15 | 14 | 14 | 14 | 13 | 12 | 12 | 12 | 11 | 11 | 11 | 12 | 12 | 12 | 12 | 12 | 12 | 12 | 12 | 12 | 12 | 12 | 12 | 11 | 11 | 11 |   |
| Verona      | 8        | 4  | 7  | 9  | 10 | 14 | 15 | 16 | 16 | 16 | 18 | 19 | 19 | 18 | 19 | 19 | 16 | 17 | 18 | 18 | 18 | 16 | 17 | 18 | 18 | 18 | 17 | 14 | 15 | 15 | 17 | 17 | 15 | 15 | 14 | 14 | 13 | 13 |   |
| Inter Milan | 6        | 3  | 1  | 1  | 1  | 1  | 1  | 2  | 1  | 1  | 1  | 1  | 1  | 1  | 1  | 1  | 1  | 1  | 1  | 1  | 2  | 1  | 1  | 1  | 1  | 1  | 1  | 1  | 1  | 1  | 1  | 1  | 1  | 1  | 1  | 1  | 1  | 1  |   |
| Juventus    | 2        | 6  | 3  | 2  | 4  | 3  | 4  | 3  | 3  | 2  | 2  | 2  | 2  | 2  | 2  | 2  | 2  | 2  | 2  | 2  | 1  | 2  | 2  | 2  | 2  | 2  | 2  | 3  | 3  | 3  | 3  | 3  | 3  | 3  | 3  | 4  | 4  | 3  |   |
| Lazio       | 13       | 18 | 12 | 15 | 15 | 12 | 16 | 13 | 9  | 7  | 10 | 10 | 11 | 9  | 10 | 11 | 9  | 9  | 7  | 6  | 6  | 7  | 9  | 8  | 8  | 8  | 9  | 9  | 9  | 7  | 8  | 7  | 7  | 7  | 7  | 7  | 7  | 7  |   |
| Lecce       | 7        | 7  | 4  | 4  | 3  | 6  | 7  | 9  | 10 | 11 | 13 | 14 | 13 | 13 | 13 | 12 | 12 | 13 | 13 | 13 | 14 | 14 | 13 | 13 | 13 | 14 | 13 | 16 | 13 | 13 | 14 | 13 | 13 | 13 | 13 | 13 | 14 | 14 |   |
| AC Milan    | 4        | 1  | 2  | 3  | 2  | 2  | 2  | 1  | 2  | 3  | 3  | 3  | 3  | 3  | 3  | 3  | 3  | 3  | 3  | 3  | 3  | 3  | 3  | 3  | 3  | 3  | 3  | 2  | 2  | 2  | 2  | 2  | 2  | 2  | 2  | 2  | 2  | 2  |   |
| Monza       | 16       | 9  | 14 | 14 | 14 | 15 | 12 | 7  | 11 | 10 | 9  | 9  | 9  | 11 | 9  | 10 | 11 | 11 | 11 | 11 | 12 | 12 | 12 | 11 | 11 | 11 | 11 | 10 | 10 | 11 | 11 | 11 | 11 | 11 | 11 | 12 | 12 | 12 |   |
| Napoli      | 3        | 2  | 6  | 5  | 7  | 5  | 3  | 5  | 4  | 5  | 4  | 4  | 4  | 5  | 6  | 5  | 7  | 8  | 9  | 8  | 9  | 9  | 7  | 9  | 9  | 9  | 7  | 7  | 7  | 8  | 7  | 8  | 8  | 9  | 8  | 9  | 10 | 10 |   |
| AS Roma     | 9        | 13 | 18 | 12 | 13 | 16 | 13 | 10 | 7  | 9  | 7  | 7  | 5  | 4  | 4  | 8  | 6  | 7  | 8  | 9  | 8  | 5  | 5  | 6  | 6  | 6  | 5  | 5  | 5  | 5  | 5  | 5  | 5  | 5  | 6  | 6  | 6  | 6  |   |
| Salernitana | 10       | 12 | 16 | 19 | 17 | 17 | 18 | 19 | 19 | 20 | 20 | 20 | 20 | 20 | 20 | 20 | 20 | 20 | 20 | 20 | 20 | 20 | 20 | 20 | 20 | 20 | 20 | 20 | 20 | 20 | 20 | 20 | 20 | 20 | 20 | 20 | 20 | 20 |   |
| Sassuolo    | 19       | 20 | 13 | 17 | 12 | 9  | 11 | 12 | 13 | 15 | 15 | 15 | 14 | 15 | 15 | 15 | 15 | 16 | 14 | 14 | 15 | 15 | 15 | 17 | 17 | 17 | 19 | 19 | 19 | 19 | 19 | 19 | 19 | 19 | 19 | 19 | 19 | 19 |   |
| Torino      | 12       | 16 | 11 | 7  | 9  | 10 | 10 | 14 | 14 | 13 | 12 | 11 | 12 | 10 | 11 | 9  | 10 | 10 | 10 | 10 | 10 | 10 | 10 | 10 | 10 | 10 | 10 | 11 | 11 | 9  | 9  | 9  | 10 | 10 | 10 | 10 | 9  | 9  |   |
| Udinese     | 20       | 17 | 17 | 16 | 18 | 18 | 17 | 17 | 18 | 17 | 16 | 16 | 16 | 16 | 17 | 17 | 17 | 15 | 16 | 16 | 16 | 17 | 16 | 15 | 14 | 15 | 15 | 13 | 14 | 14 | 15 | 15 | 17 | 18 | 18 | 15 | 17 | 15 |   |

## Kết quả

### Tỷ số
| Nhà \ Khách   | ATA | BOL | CAG | EMP | FIO | FRO | GEN | VER | INT | JUV | LAZ | LEC | MIL | MON | NAP | ROM | SAL | SAS | TOR | UDI |
| ------------- | --- | --- | --- | --- | --- | --- | --- | --- | --- | --- | --- | --- | --- | --- | --- | --- | --- | --- | --- | --- |
| Atalanta      | —   | 1–2 | 2–0 | 2–0 | 2–3 | 5–0 | 2–0 | 2–2 | 1–2 | 0–0 | 3–1 | 1–0 | 3–2 | 3–0 | 1–2 | 2–1 | 4–1 | 3–0 | 3–0 | 2–0 |
| Bologna       | 1–0 | —   | 2–1 | 3–0 | 2–0 | 2–1 | 1–1 | 2–0 | 0–1 | 3–3 | 1–0 | 4–0 | 0–2 | 0–0 | 0–0 | 2–0 | 3–0 | 4–2 | 2–0 | 1–1 |
| Cagliari      | 2–1 | 2–1 | —   | 0–0 | 2–3 | 4–3 | 2–1 | 1–1 | 0–2 | 2–2 | 1–3 | 1–1 | 1–3 | 1–1 | 1–1 | 1–4 | 4–2 | 2–1 | 1–2 | 0–0 |
| Empoli        | 0–3 | 0–1 | 0–1 | —   | 1–1 | 0–0 | 0–0 | 0–1 | 0–1 | 0–2 | 0–2 | 1–1 | 0–3 | 3–0 | 1–0 | 2–1 | 1–0 | 3–4 | 3–2 | 0–0 |
| Fiorentina    | 3–2 | 2–1 | 3–0 | 0–2 | —   | 5–1 | 1–1 | 1–0 | 0–1 | 0–1 | 2–1 | 2–2 | 1–2 | 2–1 | 2–2 | 2–2 | 3–0 | 5–1 | 1–0 | 2–2 |
| Frosinone     | 2–1 | 0–0 | 3–1 | 2–1 | 1–1 | —   | 2–1 | 2–1 | 0–5 | 1–2 | 2–3 | 1–1 | 2–3 | 2–3 | 1–3 | 0–3 | 3–0 | 4–2 | 0–0 | 0–1 |
| Genoa         | 1–4 | 2–0 | 3–0 | 1–1 | 1–4 | 1–1 | —   | 1–0 | 1–1 | 1–1 | 0–1 | 2–1 | 0–1 | 2–3 | 2–2 | 4–1 | 1–0 | 2–1 | 0–0 | 2–0 |
| Hellas Verona | 0–1 | 0–0 | 2–0 | 2–1 | 2–1 | 1–1 | 1–2 | —   | 2–2 | 2–2 | 1–1 | 2–2 | 1–3 | 1–3 | 1–3 | 2–1 | 0–1 | 1–0 | 1–2 | 1–0 |
| Inter Milan   | 4–0 | 2–2 | 2–2 | 2–0 | 4–0 | 2–0 | 2–1 | 2–1 | —   | 1–0 | 1–1 | 2–0 | 5–1 | 2–0 | 1–1 | 1–0 | 4–0 | 1–2 | 2–0 | 4–0 |
| Juventus      | 2–2 | 1–1 | 2–1 | 1–1 | 1–0 | 3–2 | 0–0 | 1–0 | 1–1 | —   | 3–1 | 1–0 | 0–0 | 2–0 | 1–0 | 1–0 | 1–1 | 3–0 | 2–0 | 0–1 |
| Lazio         | 3–2 | 1–2 | 1–0 | 2–0 | 1–0 | 3–1 | 0–1 | 1–0 | 0–2 | 1–0 | —   | 1–0 | 0–1 | 1–1 | 0–0 | 0–0 | 4–1 | 1–1 | 2–0 | 1–2 |
| Lecce         | 0–2 | 1–1 | 1–1 | 1–0 | 3–2 | 2–1 | 1–0 | 0–1 | 0–4 | 0–3 | 2–1 | —   | 2–2 | 1–1 | 0–4 | 0–0 | 2–0 | 1–1 | 0–1 | 0–2 |
| AC Milan      | 1–1 | 2–2 | 5–1 | 1–0 | 1–0 | 3–1 | 3–3 | 1–0 | 1–2 | 0–1 | 2–0 | 3–0 | —   | 3–0 | 1–0 | 3–1 | 3–3 | 1–0 | 4–1 | 0–1 |
| Monza         | 1–2 | 0–0 | 1–0 | 2–0 | 0–1 | 0–1 | 1–0 | 0–0 | 1–5 | 1–2 | 2–2 | 1–1 | 4–2 | —   | 2–4 | 1–4 | 3–0 | 1–0 | 1–1 | 1–1 |
| Napoli        | 0–3 | 0–2 | 2–1 | 0–1 | 1–3 | 2–2 | 1–1 | 2–1 | 0–3 | 2–1 | 1–2 | 0–0 | 2–2 | 0–0 | —   | 2–2 | 2–1 | 2–0 | 1–1 | 4–1 |
| AS Roma       | 1–1 | 1–3 | 4–0 | 7–0 | 1–1 | 2–0 | 1–0 | 2–1 | 2–4 | 1–1 | 1–0 | 2–1 | 1–2 | 1–0 | 2–0 | —   | 2–2 | 1–0 | 3–2 | 3–1 |
| Salernitana   | 1–2 | 1–2 | 2–2 | 1–3 | 0–2 | 1–1 | 1–2 | 1–2 | 0–4 | 1–2 | 2–1 | 0–1 | 2–2 | 0–2 | 0–2 | 1–2 | —   | 2–2 | 0–3 | 1–1 |
| Sassuolo      | 0–2 | 1–1 | 0–2 | 2–3 | 1–0 | 1–0 | 1–2 | 3–1 | 1–0 | 4–2 | 0–2 | 0–3 | 3–3 | 0–1 | 1–6 | 1–2 | 2–2 | —   | 1–1 | 1–1 |
| Torino        | 3–0 | 0–0 | 0–0 | 1–0 | 0–0 | 0–0 | 1–0 | 0–0 | 0–3 | 0–0 | 0–2 | 2–0 | 3–1 | 1–0 | 3–0 | 1–1 | 0–0 | 2–1 | —   | 1–1 |
| Udinese       | 1–1 | 3–0 | 1–1 | 1–1 | 0–2 | 0–0 | 2–2 | 3–3 | 1–2 | 0–3 | 1–2 | 1–1 | 2–3 | 0–0 | 1–1 | 1–2 | 1–1 | 2–2 | 0–2 | —   |

### Bảng thắng bại
- T = Thắng, H = Hòa, B = Bại
- () = Trận đấu bị hoãn
- (T), (H), (B) = Trận đấu bù với kết quả; Trận đấu bù được ghi trong cột nào, ví dụ cột số 24 có nghĩa là đã thi đấu sau vòng 24 và trước vòng 25.

| Đội         | 1 | 2 | 3 | 4 | 5 | 6 | 7 | 8 | 9 | 10 | 11 | 12 | 13 | 14 | 15 | 16 | 17 | 18 | 19 | Đội         | 20 | 21 | 22 | 23 | 24    | 25    | 26    | 27 | 28 | 29 | 30 | 31 | 32 | 33    | 34 | 35 | 36 | 37 | 38    | Đội         |
| ----------- | - | - | - | - | - | - | - | - | - | -- | -- | -- | -- | -- | -- | -- | -- | -- | -- | ----------- | -- | -- | -- | -- | ----- | ----- | ----- | -- | -- | -- | -- | -- | -- | ----- | -- | -- | -- | -- | ----- | ----------- |
| Atalanta    | T | B | T | B | T | T | H | B | T | T  | B  | H  | B  | B  | T  | T  | B  | T  | H  | Atalanta    | T  | () | T  | T  | T     | T     | H (B) | B  | H  | () | T  | B  | H  | T     | T  | T  | T  | T  | T (B) | Atalanta    |
| Bologna     | B | H | T | H | H | H | T | H | T | H  | T  | B  | T  | H  | T  | T  | T  | B  | H  | Bologna     | B  | () | H  | T  | T (T) | T     | T     | T  | B  | T  | T  | H  | H  | T     | H  | H  | T  | H  | B     | Bologna     |
| Cagliari    | H | B | B | H | B | B | B | B | H | T  | T  | B  | H  | B  | T  | B  | B  | H  | H  | Cagliari    | T  | B  | B  | B  | B     | H     | H     | T  | T  | B  | H  | T  | H  | H     | B  | H  | B  | T  | B     | Cagliari    |
| Empoli      | B | B | B | B | B | T | B | H | T | B  | B  | T  | B  | H  | H  | B  | B  | H  | B  | Empoli      | B  | T  | H  | H  | T     | H     | T     | B  | B  | B  | B  | T  | B  | T     | B  | H  | B  | H  | T     | Empoli      |
| Fiorentina  | T | H | B | T | T | H | T | T | B | B  | B  | T  | B  | T  | H  | T  | T  | T  | B  | Fiorentina  | H  | () | B  | B  | T (B) | H     | T     | H  | H  | () | B  | B  | H  | T     | T  | B  | T  | H  | T (T) | Fiorentina  |
| Frosinone   | B | T | H | T | H | H | B | T | B | B  | T  | B  | T  | B  | H  | B  | B  | B  | B  | Frosinone   | B  | T  | H  | B  | B     | B     | B     | H  | B  | B  | H  | H  | H  | H     | T  | H  | B  | T  | B     | Frosinone   |
| Genoa       | B | T | B | H | B | T | H | B | B | T  | B  | T  | B  | H  | B  | H  | T  | H  | H  | Genoa       | H  | T  | T  | H  | B     | H     | T     | B  | B  | H  | H  | T  | H  | B     | T  | H  | T  | B  | T     | Genoa       |
| Verona      | T | T | B | H | B | B | H | B | B | B  | B  | B  | H  | H  | H  | B  | T  | B  | B  | Verona      | T  | B  | H  | B  | H     | H     | B     | T  | T  | B  | H  | B  | H  | T     | B  | T  | B  | T  | H     | Verona      |
| Inter Milan | T | T | T | T | T | B | T | H | T | T  | T  | T  | H  | T  | T  | T  | T  | H  | T  | Inter Milan | T  | () | T  | T  | T     | T     | T (T) | T  | T  | H  | T  | T  | H  | T     | T  | B  | T  | H  | H     | Inter Milan |
| Juventus    | T | H | T | T | B | T | H | T | T | T  | T  | T  | H  | T  | T  | H  | T  | T  | T  | Juventus    | T  | T  | H  | B  | B     | H     | T     | B  | H  | H  | B  | T  | H  | H     | H  | H  | H  | H  | T     | Juventus    |
| Lazio       | B | B | T | B | H | T | B | T | T | T  | B  | H  | B  | T  | H  | B  | T  | T  | T  | Lazio       | T  | () | H  | B  | T     | B (T) | B     | B  | B  | T  | T  | B  | T  | T     | T  | H  | T  | H  | H     | Lazio       |
| Lecce       | T | H | T | H | T | B | B | H | H | B  | B  | H  | H  | H  | H  | T  | B  | B  | H  | Lecce       | B  | B  | B  | T  | B     | B     | B     | H  | B  | T  | H  | B  | T  | T     | H  | H  | B  | B  | H     | Lecce       |
| AC Milan    | T | T | T | B | T | T | T | T | B | H  | B  | H  | T  | T  | B  | T  | H  | T  | T  | AC Milan    | T  | T  | H  | T  | T     | B     | H     | T  | T  | T  | T  | T  | H  | B     | H  | H  | T  | B  | H     | AC Milan    |
| Monza       | B | T | B | H | H | H | T | T | B | H  | T  | H  | H  | B  | T  | B  | B  | H  | T  | Monza       | B  | B  | T  | H  | H     | T     | T     | B  | T  | T  | B  | B  | H  | B     | H  | H  | B  | B  | B     | Monza       |
| Napoli      | T | T | B | H | H | T | T | B | T | H  | T  | B  | T  | B  | B  | T  | B  | H  | B  | Napoli      | T  | () | H  | T  | B     | H     | H (T) | T  | H  | H  | B  | T  | H  | B     | H  | H  | B  | H  | H     | Napoli      |
| AS Roma     | H | B | B | T | H | B | T | T | T | B  | T  | H  | T  | T  | H  | B  | T  | B  | H  | AS Roma     | B  | T  | T  | T  | B     | T     | T     | T  | H  | T  | H  | T  | () | B (T) | H  | H  | B  | T  | B     | AS Roma     |
| Salernitana | H | H | B | B | H | B | B | B | H | B  | B  | H  | T  | B  | B  | B  | H  | T  | B  | Salernitana | B  | B  | B  | H  | B     | B     | B     | H  | B  | B  | B  | H  | B  | B     | B  | B  | H  | B  | H     | Salernitana |
| Sassuolo    | B | B | T | B | T | T | B | H | B | H  | B  | H  | T  | B  | B  | H  | B  | B  | T  | Sassuolo    | B  | () | B  | B  | H     | B     | B (B) | B  | T  | B  | H  | H  | H  | B     | B  | T  | B  | B  | H     | Sassuolo    |
| Torino      | H | B | T | T | H | B | H | B | B | T  | T  | H  | B  | T  | H  | T  | H  | B  | T  | Torino      | H  | () | T  | T  | H     | T (B) | B     | H  | H  | T  | T  | B  | H  | H     | B  | H  | T  | T  | B     | Torino      |
| Udinese     | B | H | H | H | B | B | H | H | H | H  | T  | H  | B  | H  | B  | H  | H  | T  | B  | Udinese     | H  | B  | B  | H  | T     | H     | B     | H  | T  | B  | H  | B  | () | B (B) | H  | H  | T  | H  | T     | Udinese     |
| Đội         | 1 | 2 | 3 | 4 | 5 | 6 | 7 | 8 | 9 | 10 | 11 | 12 | 13 | 14 | 15 | 16 | 17 | 18 | 19 | Đội         | 20 | 21 | 22 | 23 | 24    | 25    | 26    | 27 | 28 | 29 | 30 | 31 | 32 | 33    | 34 | 35 | 36 | 37 | 38    | Đội         |

## Điểm tin mùa giải
Không lâu sau thất bại tan nát 0-7 trước AS Roma tại vòng 4 Serie A, ban lãnh đạo câu lạc bộ Empoli đã quyết định sa thải HLV Paolo Zanetti. Đội bóng của Zanetti đứng cuối bảng xếp hạng mà không có được điểm nào sau 4 trận, không ghi được bàn nào và để thủng lưới 12 bàn. Cựu danh thủ 40 tuổi được bổ nhiệm dẫn dắt Empoli vào đầu mùa giải 2022–23 (cuối mùa giải cán đích ở vị trí thứ 14). Paolo Zanetti trở thành HLV đầu tiên của Serie A 2023–24 bị mất việc.
Chiều 14/4/2024 (giờ địa phương) diễn ra trận đấu vòng 32 Serie A giữa Udinese và AS Roma tại sân vận động Friuli. Khi tỉ số đang là 1-1 vào khoảng phút thứ 80, trung vệ AS Roma là Evan Ndicka bất ngờ đổ gục xuống sân dù không bị ai tác động. Máy quay truyền hình cận cảnh cho thấy trung vệ người Bờ Biển Ngà ra dấu đau ở ngực. Các nhân viên y tế tức tốc lao vào sân sơ cứu. Sau vài phút, cầu thủ này được đưa lên cáng rời khỏi sân. Các nhân viên y tế tiếp tục kiểm tra trong phòng thay đồ, nghi ngờ Ndicka bị đột quỵ nên lập tức đưa lên xe cứu thương chở đến bệnh viện. Trọng tài chính Luca Pairotto, sau khi hội ý với hai đội, đã cho dừng trận đấu. Sau vài giờ, AS Roma đã cập nhật tình hình của Evan Ndicka trên mạng xã hội, cho biết Ndicka đã ổn định.

## Thống kê

### Ghi bàn hàng đầu
Tính đến ngày 2/6/2024
| Hạng | Cầu thủ               | Câu lạc bộ  | Số bàn thắng |
| ---- | --------------------- | ----------- | ------------ |
| 1    | Lautaro Martínez      | Inter Milan | 24           |
| 2    | Dušan Vlahović        | Juventus    | 16           |
| 3    | Victor Osimhen        | Napoli      | 15           |
| 3    | Olivier Giroud        | AC Milan    | 15           |
| 5    | Albert Guðmundsson    | Genoa       | 14           |
| 6    | Paulo Dybala          | AS Roma     | 13           |
| 6    | Hakan Çalhanoğlu      | Inter Milan | 13           |
| 6    | Romelu Lukaku         | AS Roma     | 13           |
| 6    | Marcus Thuram         | Inter Milan | 13           |
| 6    | Duván Zapata          | Torino      | 13           |
| 11   | Nicolás González      | Fiorentina  | 12           |
| 11   | Gianluca Scamacca     | Atalanta    | 12           |
| 11   | Teun Koopmeiners      | Atalanta    | 12           |
| 11   | Christian Pulisic     | AC Milan    | 12           |
| 15   | Ademola Lookman       | Atalanta    | 11           |
| 15   | Khvicha Kvaratskhelia | Napoli      | 11           |
| 15   | Joshua Zirkzee        | Bologna     | 11           |
| 15   | Matías Soulé          | Frosinone   | 11           |
| 15   | Andrea Pinamonti      | Sassuolo    | 11           |
| 20   | Riccardo Orsolini     | Bologna     | 10           |
| 20   | Charles De Ketelaere  | Atalanta    | 10           |

### Hat-trick
- H = Home (Sân nhà)
- A = Away (Sân khách)
- 4 = ghi được 4 bàn

| Cầu thủ           | Câu lạc bộ  | Đối đầu với | Tỷ số   | Ngày                          |
| ----------------- | ----------- | ----------- | ------- | ----------------------------- |
| Lautaro Martínez4 | Inter Milan | Salernitana | 4–0 (A) | Vòng 7 ngày 1/10/2023         |
| Riccardo Orsolini | Bologna     | Empoli      | 3–0 (H) | Vòng 7 ngày 1/10/2023         |
| Szymon Żurkowski  | Empoli      | Monza       | 3–0 (H) | Vòng 21 ngày 21/1/2024        |
| Victor Osimhen    | Napoli      | Sassuolo    | 6–1 (A) | Đấu bù Vòng 21 ngày 28/2/2024 |

### Kiến tạo hàng đầu
Tính đến ngày 2/6/2024
| Hạng | Cầu thủ               | Câu lạc bộ  | Số kiến tạo |
| ---- | --------------------- | ----------- | ----------- |
| 1    | Paulo Dybala          | AS Roma     | 9           |
| 1    | Rafael Leão           | AC Milan    | 9           |
| 3    | Charles De Ketelaere  | Atalanta    | 8           |
| 3    | Olivier Giroud        | AC Milan    | 8           |
| 3    | Henrikh Mkhitaryan    | Inter Milan | 8           |
| 3    | Christian Pulisic     | AC Milan    | 8           |
| 7    | Ademola Lookman       | Atalanta    | 7           |
| 7    | Luis Alberto          | Lazio       | 7           |
| 7    | Weston McKennie       | Juventus    | 7           |
| 7    | Marcus Thuram         | Inter Milan | 7           |
| 7    | Raoul Bellanova       | Torino      | 7           |
| 7    | Matteo Politano       | Napoli      | 7           |
| 13   | Gianluca Scamacca     | Atalanta    | 6           |
| 13   | Federico Dimarco      | Inter Milan | 6           |
| 13   | Mario Pašalić         | Atalanta    | 6           |
| 13   | Antonio Candreva      | Salernitana | 6           |
| 13   | Khvicha Kvaratskhelia | Napoli      | 6           |
| 13   | Giovanni Di Lorenzo   | Napoli      | 6           |
| 13   | Felipe Anderson       | Lazio       | 6           |

### Số trận giữ sạch lưới
Tính đến ngày 26/5/2024
| Hạng | Cầu thủ                | Đội         | Số trận thi đấu | Số trận sạch lưới | Tỷ lệ |
| ---- | ---------------------- | ----------- | --------------- | ----------------- | ----- |
| 1    | Yann Sommer            | Inter Milan | 34              | 19                | 56%   |
| 2    | Vanja Milinković-Savić | Torino      | 36              | 18                | 50%   |
| 3    | Wojciech Szczęsny      | Juventus    | 35              | 15                | 43%   |
| 4    | Łukasz Skorupski       | Bologna     | 32              | 13                | 41%   |
| 5    | Michele Di Gregorio    | Monza       | 33              | 12                | 36%   |
| 6    | Mike Maignan           | AC Milan    | 29              | 11                | 38%   |

### Kỷ luật

#### Cầu thủ
- Nhiều thẻ vàng nhất: 15[35]
  -  Leandro Paredes (AS Roma)

- Nhiều thẻ đỏ nhất: 2[36][37]
  -  Ondrej Duda (Hellas Verona)
  -  Antoine Makoumbou (Cagliari)
  -  Davide Calabria (AC Milan)
  -  Thomas Henry (Hellas Verona)

#### Câu lạc bộ[38]
- Nhiều thẻ vàng nhất: 99
  - Lazio
- Nhiều thẻ đỏ nhất: 8
  - AC Milan
- Ít thẻ vàng nhất: 46
  - Inter Milan
- Ít thẻ đỏ nhất: 1
  - Empoli
  - Inter Milan
  - Fiorentina

## Giải thưởng

### Giải thưởng tháng
| Tháng    | HLV của tháng        | HLV của tháng | Cầu thủ của tháng  | Cầu thủ của tháng | Bàn thắng của tháng   | Bàn thắng của tháng | Tham khảo            |
| Tháng    | HLV                  | Đội           | Cầu thủ            | Đội               | Cầu thủ               | Đội                 | Tham khảo            |
| -------- | -------------------- | ------------- | ------------------ | ----------------- | --------------------- | ------------------- | -------------------- |
| Tháng 8  | Roberto D'Aversa     | Lecce         | —                  | —                 | —                     | —                   | [ 39 ]               |
| Tháng 9  | Alessio Dionisi      | Sassuolo      | Rafael Leão        | AC Milan          | Marcus Thuram         | Inter Milan         | [ 40 ] [ 41 ] [ 42 ] |
| Tháng 10 | Simone Inzaghi       | Inter Milan   | Lautaro Martínez   | Inter Milan       | Gianluca Scamacca     | Atalanta            | [ 43 ] [ 44 ] [ 45 ] |
| Tháng 11 | Massimiliano Allegri | Juventus      | Paulo Dybala       | AS Roma           | Federico Dimarco      | Inter Milan         | [ 46 ] [ 47 ] [ 48 ] |
| Tháng 12 | Vincenzo Italiano    | Fiorentina    | Christian Pulisic  | AC Milan          | Cyril Ngonge          | Verona              | [ 49 ] [ 50 ] [ 51 ] |
| Tháng 1  | Simone Inzaghi       | Inter Milan   | Dušan Vlahović     | Juventus          | Antonio Candreva      | Salernitana         | [ 52 ] [ 53 ] [ 54 ] |
| Tháng 2  | Thiago Motta         | Bologna       | Paulo Dybala       | AS Roma           | Michael Folorunsho    | Hellas Verona       | [ 55 ] [ 56 ] [ 57 ] |
| Tháng 3  | Thiago Motta         | Bologna       | Alessandro Bastoni | Inter Milan       | Dany Mota             | Monza               | [ 58 ] [ 59 ]        |
| Tháng 4  | Simone Inzaghi       | Inter Milan   | Paulo Dybala       | AS Roma           | Matteo Politano       | Napoli              | [ 60 ] [ 61 ] [ 62 ] |
| Tháng 5  | Gian Piero Gasperini | Atalanta      | Riccardo Calafiori | Bologna           | Khvicha Kvaratskhelia | Napoli              | [ 63 ] [ 64 ] [ 65 ] |

### Giải thưởng mùa giải
| Giải thưởng               | Người thắng         | Đội         | Tk.    |
| ------------------------- | ------------------- | ----------- | ------ |
| Cầu thủ xuất sắc nhất     | Lautaro Martínez    | Inter Milan | [ 66 ] |
| Cầu thủ trẻ xuất sắc nhất | Joshua Zirkzee      | Bologna     | [ 67 ] |
| Thủ môn xuất sắc nhất     | Michele Di Gregorio | Monza       | [ 67 ] |
| Hậu vệ xuất sắc nhất      | Alessandro Bastoni  | Inter Milan | [ 67 ] |
| Tiền vệ xuất sắc nhất     | Hakan Çalhanoğlu    | Inter Milan | [ 67 ] |
| Tiền đạo xuất sắc nhất    | Dušan Vlahović      | Juventus    | [ 67 ] |
| Huấn luyện viên mùa giải  | Simone Inzaghi      | Inter Milan | [ 68 ] |
| Bàn thắng của mùa giải    | Dany Mota           | Monza       | [ 69 ] |
| Khoảnh khắc Fair-play     | Alessandro Florenzi | AC Milan    | [ 70 ] |

| Đội hình của mùa giải | Đội hình của mùa giải | Đội hình của mùa giải |
| Vt.                   | Cầu thủ               | Đội                   |
| --------------------- | --------------------- | --------------------- |
| TM                    | Yann Sommer           | Inter Milan           |
| HV                    | Alessandro Bastoni    | Inter Milan           |
| HV                    | Bremer                | Juventus              |
| HV                    | Riccardo Calafiori    | Bologna               |
| HV                    | Federico Dimarco      | Inter Milan           |
| HV                    | Théo Hernandez        | AC Milan              |
| TV                    | Hakan Çalhanoğlu      | Inter Milan           |
| TV                    | Lewis Ferguson        | Bologna               |
| TV                    | Lorenzo Pellegrini    | AS Roma               |
| TV                    | Christian Pulisic     | AC Milan              |
| TĐ                    | Paulo Dybala          | AS Roma               |
| TĐ                    | Olivier Giroud        | AC Milan              |
| TĐ                    | Rafael Leão           | AC Milan              |
| TĐ                    | Lautaro Martínez      | Inter Milan           |
| TĐ                    | Dušan Vlahović        | Juventus              |

| AIC Serie A Đội hình của năm | AIC Serie A Đội hình của năm   | AIC Serie A Đội hình của năm     | AIC Serie A Đội hình của năm   | AIC Serie A Đội hình của năm   |
| ---------------------------- | ------------------------------ | -------------------------------- | ------------------------------ | ------------------------------ |
| Thủ môn                      | Yann Sommer (Inter Milan)      | Yann Sommer (Inter Milan)        | Yann Sommer (Inter Milan)      | Yann Sommer (Inter Milan)      |
| Hậu vệ                       | Raoul Bellanova (Torino)       | Alessandro Bastoni (Inter Milan) | Riccardo Calafiori (Bologna)   | Federico Dimarco (Inter Milan) |
| Tiền vệ                      | Nicolò Barella (Inter Milan)   | Hakan Çalhanoğlu (Inter Milan)   | Hakan Çalhanoğlu (Inter Milan) | Teun Koopmeiners (Atalanta)    |
| Tiền đạo                     | Lautaro Martínez (Inter Milan) | Joshua Zirkzee (Bologna)         | Joshua Zirkzee (Bologna)       | Marcus Thuram (Inter Milan)    |